# Аппалачи
Аппала́чи (англ. Appalachian Mountains) — горная система на востоке Северной Америки, в США и Канаде. Длина — 2400 км.
Северные Аппалачи (к северу от рек Мохок и Гудзон) — холмистое плоскогорье с отдельными массивами высотой до 1916 м (гора Вашингтон), имеют следы древнего оледенения. Южные Аппалачи в осевой зоне состоят из параллельных хребтов и массивов, разделённых широкими долинами; к осевой зоне прилегают с востока плато Пидмонт, с запада — Аппалачское плато. Высота — до 2037 м (гора Митчелл). В горах имеются месторождения каменного угля, нефти и газа, железных руд, титана; широколиственные, хвойные и смешанные леса.
Горы образовались в пермский период в результате столкновения двух материков (возникновение Пангеи).

## Этимология
Открытие гор начал испанский конкистадор Эрнандо де Сото, который в 1540 году вышел к их южной оконечности и дал им название по этнониму индейского племени апалачи.

## Географическое положение и строение
Горная система Аппалачей вытянута с северо-востока на юго-запад на 2600 км в пределах Канады и США. Она пересекает южную половину умеренного пояса, на юге заходит в субтропики. Для неё характерны средневысотный рельеф, значительная эрозионная расчленённость, обилие полезных ископаемых и гидроресурсов, богатые по видовому составу леса. Предгорья и долины Аппалачей густо населены, природные ландшафты значительно изменены человеком. Реки, пересекающие горную систему, служат важными путями, связывающими внутренние районы США с Атлантическим побережьем. На севере Аппалачи примыкают к заливу Святого Лаврентия, и хребты этих гор заходят на полуострова Гаспе и Новая Шотландия (Кобеквидские горы). От Лаврентийской возвышенности они отделены широкой долиной реки Святого Лаврентия. К этой части Аппалачей принадлежат также горы Адирондак, расположенные между долиной Святого Лаврентия и озером Онтарио. По структуре они относятся к Канадскому щиту, но по всему комплексу ландшафтов — к Северным Аппалачам.
По геоморфологическим особенностям Аппалачи разделяют на 2 части: Северные и Южные. Северные Аппалачи, или горы Новой Англии (англ. Northern Appalachian) — древние горы основной части горного хребта, результат каледонской складчатости. В современную эпоху они представляют собой выровненное плоскогорье высотой 400—600 м, над которым возвышаются отдельные глыбовые массивы и хребты — Адирондак (1628 м), Зелёные горы (1338 м), Белые горы (1916 м) и др. Горы имеют сглаженные вершины, пологие склоны, местами расчленённые карами. Массивы разделены тектоническими долинами, преобразованными в троги (крупнейшие — по рекам Гудзон, Мохок, Коннектикут и озеру Шамплейн). Северные Аппалачи сложены кристаллическими и метаморфическими породами и представляют собой участки пенепленизированных гор со сравнительно слабо заметными следами позднейших поднятий и чётко выраженным воздействием оледенения. Почвы горные, подзолистые и дерново-подзолистые.
Южные Аппалачи, образовавшиеся несколько позже, в эпоху варисцийской (герцинской) складчатости, имеют более разнообразный рельеф. Восточную предгорную зону здесь составляет плоское, слабо расчленённое долинами плато Пидмонт (англ. Piedmont) высотой от 40—80 м на востоке до 400 м на западе. Над ним резко поднимается Голубой хребет (англ. Blue ridge) с обрывистыми склонами и гребневидными или куполообразными вершинами (2037 м — гора Митчелл), сложенный метаморфизованными осадочно-вулканогенными нижне- и среднепалеозойскими, а также верхнедокембрийскими породами и гранитами. Западный склон хребта круто падает к продольному понижению — т. н. Большой долине. Западную предгорную зону Аппалачей образует Аппалачское плато (англ. Appalachian plateau), сильно расчленённое узкими и глубокими долинами и полого понижающееся от 1500 м на востоке до 500 м на западе.

## Климат
Аппалачская горная система испытывает воздействие воздушных потоков с Атлантического океана и масс континентального воздуха, формирующихся над внутренними частями материка. Климат смягчён влиянием океана и особенно Мексиканского залива; на севере — умеренный, на юге — субтропический. Средние температуры января колеблются от −12 °C на севере до +8 °C на юге; июля, соответственно, — от +18 до +26 °C. Осадков 1000—1300 мм в год. Зимой в верхнем поясе гор бывают сильные морозы и выпадает много снега; в долинах суше и теплее. Лето влажное, облачное, с обильными дождями, особенно на западных склонах. Годовые суммы осадков изменяются от 1000 мм на севере до 2000 мм на юге. Обилие влаги создаёт условия для развития речной сети, а там, где этому способствует рельеф — для заболачивания местности.

## Растительность и животный мир
Различия в климатических условиях между севером и югом Аппалачей отражаются и на характере почвенно-растительного покрова. На севере преобладают смешанные леса, в наиболее высоких частях гор переходящие в хвойные. Почвы, в основном, подзолистые; большие площади занимают также болотные почвы и торфяные болота. На юге распространены широколиственные леса на лесных бурозёмах.
Леса северной части Аппалачей хорошо сохранились только в верхних частях гор, но в густонаселённых долинах они почти полностью вырублены; встречаются только кое-где участки лесов из сахарного и красного клёна, белой и жёлтой берёзы, осины, тополя, дуба, с примесью белой сосны, бальзамической пихты и других хвойных. На побережье с юга проникают широколиственные виды, доходящие вплоть до острова Ньюфаундленд.
Южнее 41° с. ш. появляются типичные представители аппалачского широколиственного леса — платаны, буки, липы, а затем — реликтовое тюльпанное дерево, десятки видов каштана и орех гикори (hickory). Широколиственные леса поднимаются в горы не выше 600 м, а затем сменяются смешанными лесами. Хвойные леса произрастают только на вершинах гор и в наиболее сырых и тенистых местах. Выше границы леса горы почти нигде не поднимаются. Густые, богатые по составу реликтовые аппалачские леса ко времени прихода европейцев на материк покрывали всю южную часть Аппалачей. Обилие лиан и вечнозелёных растений придавало им настоящий субтропический облик. Эти леса служили убежищем и источником существования для многих охотничьих племен индейцев, в том числе и аппалачей, давших название этой горной системе.
Для животного мира Аппалачей наиболее характерны многие эндемики (виргинский олень, виргинский опоссум, ряд летучих мышей); встречаются также североамериканский дикобраз, медведь барибал, рысь, енот-полоскун, полосатый скунс и др.

## Промышленность
Аппалачи входят в состав «Промышленного пояса» США — наиболее старого индустриального региона, протянувшегося от атлантического побережья до Великих озёр на севере и реки Миссисипи на западе. Специализация — металлургия, машиностроение, химическая промышленность, добыча угля. Горная система богата полезными ископаемыми. Более двух столетий используется для добычи углей уникальный по своим размерам Аппалачский каменноугольный бассейн. Также есть месторождения асбеста, нефти, различных руд.

### Аппалачский каменноугольный бассейн
Аппалачский каменноугольный бассейн — один из крупнейших угольных бассейнов мира. Расположен на востоке США, на территории штатов Пенсильвания, Огайо, Западная Виргиния, Кентукки, Теннесси и Алабама.
Представляет собой передовой прогиб, заполненный мощной палеозойской толщей перемежающихся песчаников, сланцев, известняков и углей, перекрытых в южной части бассейна осадками мезозойского и кайнозойского возраста. Осадочные отложения слагают крупную асимметричного строения котловину, простирающуюся более чем на 1200—1250 км с юго-запада на северо-восток с почти горизонтальным залеганием пород. Площадь бассейна — около 180 тыс.км². Общие запасы до глубины 900 м — 1600 млрд т. Угли, в основном, битуминозные. Добыча открытым и подземным способами. Продуктивные толщи относятся к отложениям карбона. Характерная особенность бассейна — незначительная глубина залегания угольных пластов (не более 640 м). Имеется 28—30 рабочих пластов (средняя мощность — от 1 до 3 м); более 90 % добычи производится из пластов мощностью 1—2 м. Угли суббитуминозные, битуминозные и антрациты; характеризуются малым содержанием золы, серы и фосфора; теплота сгорания горючей массы — 30,1—33,5 Мдж/кг (7200—8000 ккал/кг). В значительной части пригодны для получения металлургического кокса. Добыча углей в бассейне ведётся вертикальными и наклонными шахтами, а также штольнями и карьерами, чему способствуют почти горизонтальное залегание пластов и хорошая расчленённость рельефа.

## Образ Аппалачей в искусстве
В 1903 году английский композитор Фредерик Делиус написал крупное ораториальное сочинение «Аппалачио» (англ. Appalachia: Variations on a Slave Song) для хора и оркестра. Примерно через сорок лет — в 1944-м — американский композитор Аарон Копленд пишет балет «Аппалачская весна» (англ. Appalachian Spring).
Ещё через сорок лет — в 1985 году — композитором-американцем Аланом Хованессом также создана симфония «Аппалачским горам» (англ. «To the Appalachian Mountains», Симфония № 60, Op. 396).
В 2005 году: британский режиссёр Нил Маршалл снял фильм «Спуск», действие которого происходит на территории этих гор.
В 1995 году американский писатель Билл Брайсон решил пройти Аппалачскую тропу со своим другом. О своих впечатлениях он написал книгу «Затерявшийся в дебрях», которая вышла 1998 году. В 2015 году по книге выходит фильм «Прогулка по лесам» с Робертом Редфордом и Ником Нолти в главной роли.
В 2009-ом году игровая компания Ubisoft Romania выпустила видеоигру в жанре аркадного авиасимулятора Tom Clancy’s H.A.W.X., в которой Аппалачи выступают местом проведения одной из ключевых миссий. По сюжету ЧВК "Artemis" захватила достаточное количество ядерных боеголовок, чтобы уничтожить крупнейшие города США. Единственный способ устранить угрозу — восстановить систему ПРО страны. Однако командный пункт системы захватили диверсанты "Artemis". Дэвиду Крэншоу (игроку) предстоит уничтожить генераторы, питающие командный пункт. Проблема в том, что все они защищены мощными системами ПВО. С самим командным пунктом разберётся команда "Призраков".
В 2018-ом году игровая компания Bethesda Softworks выпустила видеоигру в жанре РПГ под названием Fallout 76. Действия игры разворачиваются в постапокалиптической Западной Вирджинии, в регионе Аппалачи.